# 倫古雷山
47°56′6.61″N 25°18′18.50″E / 47.9351694°N 25.3051389°E
倫古雷山是烏克蘭的山峰，位於該國西部，處於切爾諾夫策州，屬於烏克蘭喀爾巴阡山脈的一部分，海拔高度1,377米，有雲杉、冷杉、山毛欅等樹木生長。